# Łysak ciemnotrzonowy

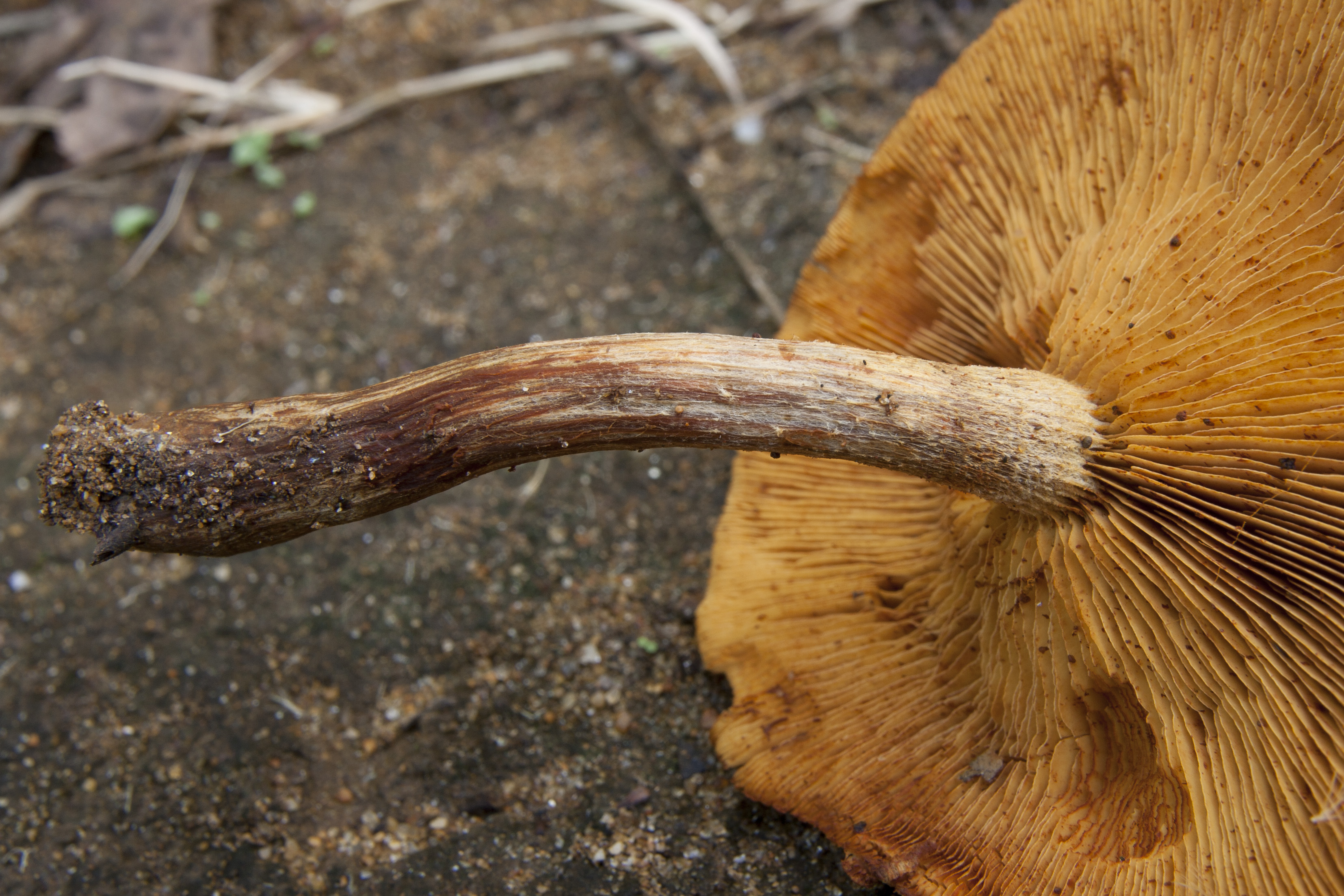
Zarodniki

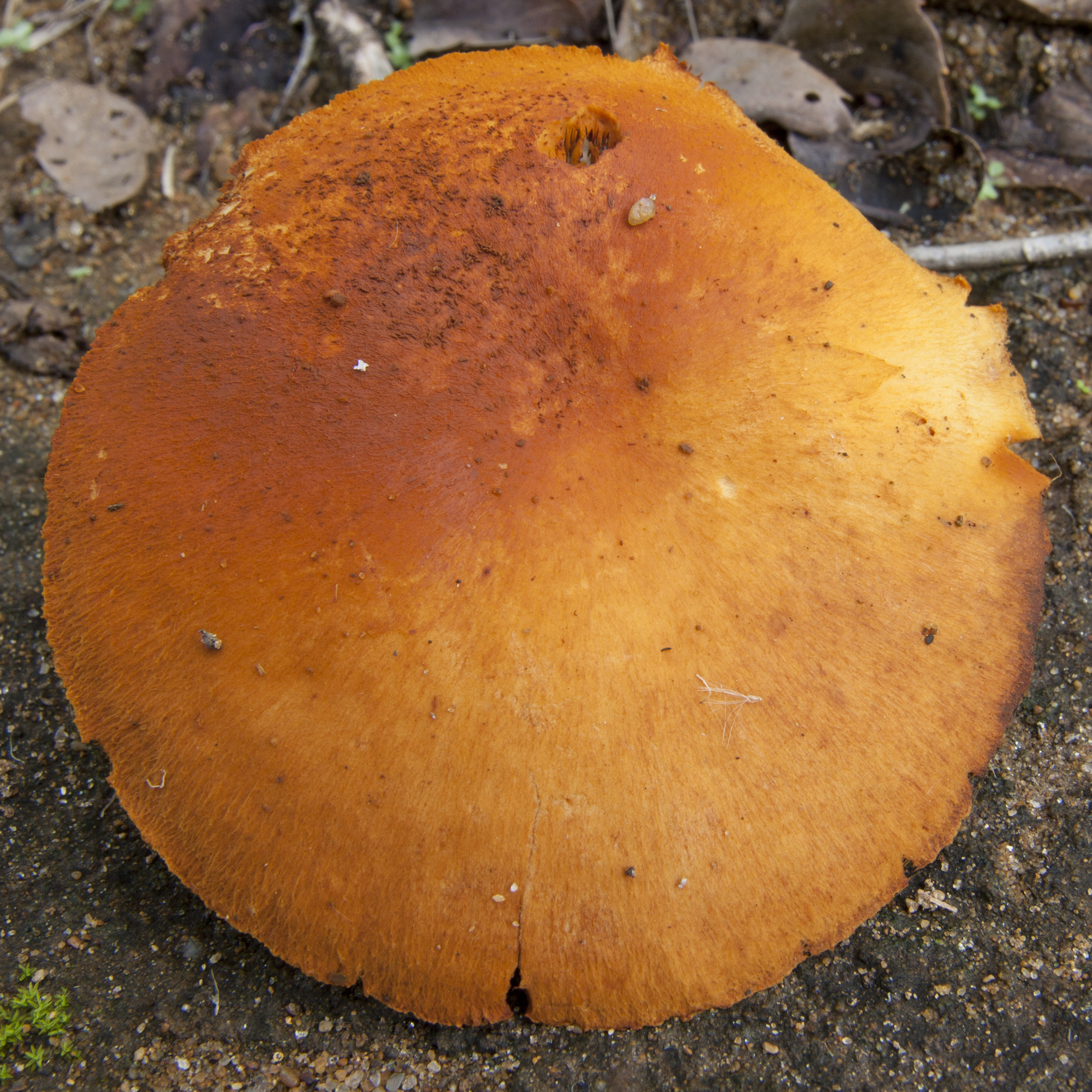

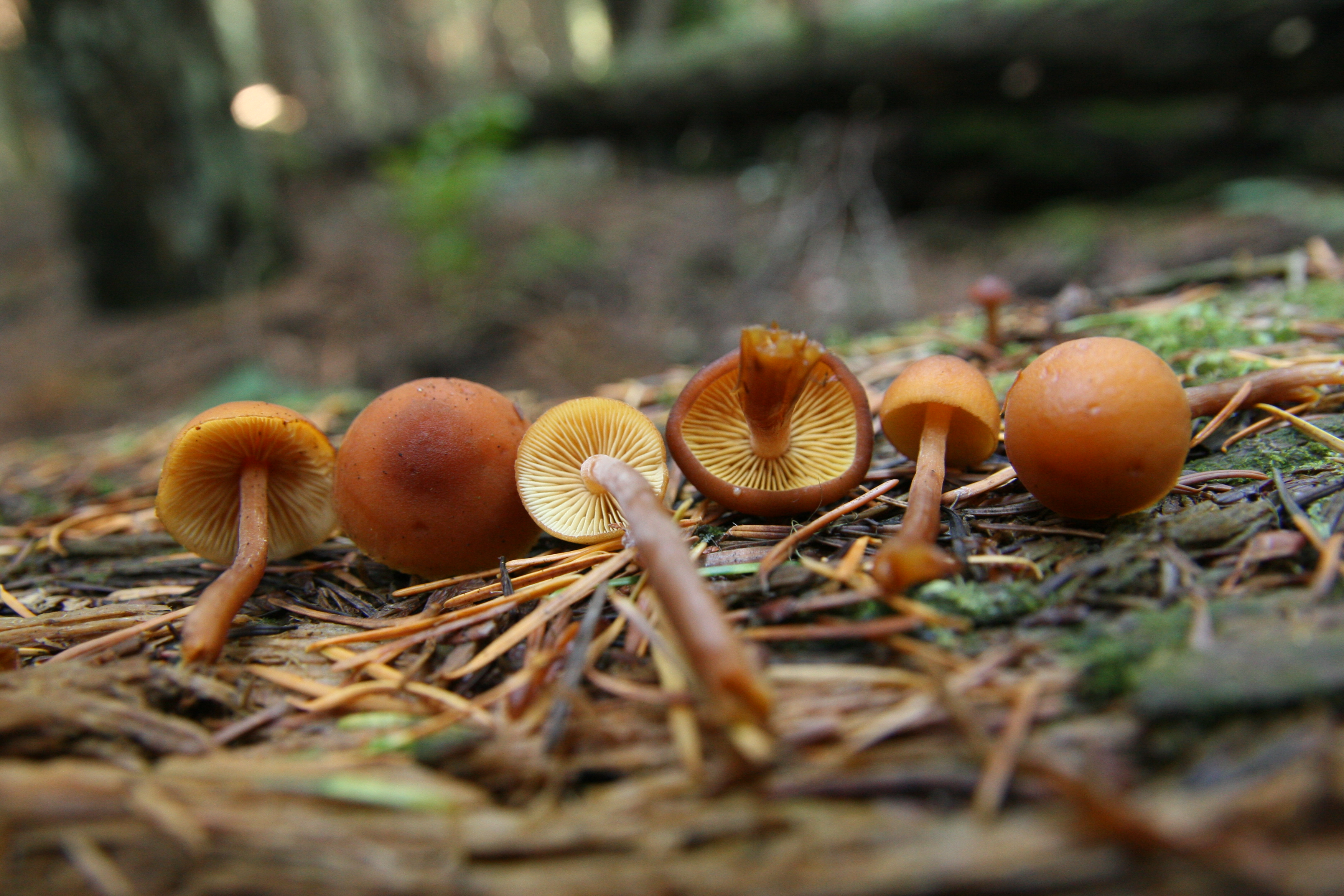

Łysak ciemnotrzonowy (Gymnopilus picreus (Pers.) P. Karst.) – gatunek grzybów należący do rodziny podziemniczkowatych (Hymenogastraceae).

## Systematyka i nazewnictwo
Pozycja w klasyfikacji według Index Fungorum: Gymnopilus, Hymenogastraceae, Agaricales, Agaricomycetidae, Agaricomycetes, Agaricomycotina, Basidiomycota, Fungi.
Po raz pierwszy takson ten zdiagnozował w 1798 roku Christiaan Hendrik Persoon, nadając mu nazwę Agaricus picreus. Obecną, uznaną przez Index Fungorum nazwę nadał mu w 1879 roku Petter Adolf Karsten. Synonimy:
- Agaricus picreus Pers. 1798
- Derminus picreus (Bull.) J. Schröt. 1889
- Flammula picrea (Pers.) Quél. 1886
- Fulvidula picrea (Pers.) Singer 1937

Nazwę polską zaproponował Władysław Wojewoda w 2003 r.

## Morfologia
Kapelusz
Średnica 1,5–4,5 cm, u młodych owocników półkulisty, z wiekiem łukowaty, w końcu płaskołukowaty z niewielkim wgłębieniem na środku. Jest nieco higrofaniczny. W stanie wilgotnym matowy, pomarańczowo-brązowy, czerwonobrązowy do czerwonawo-rdzawego, szczególnie w centrum, czasem także żółto-rdzawy do rdzawobrązowego, w kierunku brzegu brązowo-żółty, ochrowo-żółty do ciemnożółtego. W stanie suchym jaśniejszy, brązowo-żółty. Powierzchnia pozornie naga, ale pod soczewką drobnoziarnista lub ziarnista, brodawkowato-włosista, delikatnie łuskowata lub włóknisto-brodawkowata. Brzeg często przekraczający blaszki i szczerbaty.
Blaszki
Blaszki gęste, w liczbie 30–46, l = 3–7, przy trzonie wykrojone lub zbiegające z niewielkim ząbkiem, u młodych owocników jaskrawo żółte, potem żółto-rdzawe, ochrowo–rdzawe do żółto-brązowych. Ostrza żółte, równe lub lekko pofalowane.
Trzon
Wysokość 3,5–6 cm, grubość 3–6 mm, cylindryczny z nieco maczugowatą podstawą, pusty, sprężysty. Powierzchnia początkowo jasnoczerwonobrązowa, pod kapeluszem żółtawa, potem ciemnoczerwonobrązowa, miejscami białawowłóknista.
Miąższ
Cienki, mięsisty, o barwie od jasno- do ciemnoczerwonobrązowej. Smak gorzki i stęchły, zapach ziemisty.
Cechy mikroskopowe
Zarodniki (8–) 8,5–10,5 (–10,8) × (5,2–) 5,5–6,5 µm, w KOH rdzawożółte, w widoku z boku migdałkowate, w widoku z przodu jajowate do jajowato-migdałkowatych. Na powierzchni bardzo duże, grube i sterczące brodawki o wysokości 0,4–0,6 µm i szerokości do 0,8 µm. Poniżej szczytowego dzióbka mają niewielki, gładki obszar, bez wyraźnego oddzielenia linią od otaczających go brodawek. Wnętrze zarodników jest tylko słabo amyloidalne. Podstawki 4, rzadziej 2–zarodnikowe, 23–26 × 6–8 µm, cylindryczne ze zwężoną podstawą i zwężonym środkiem. Cheilocystydy 20–40 × 5,5–8 µm, baryłkowate lub wrzecionowate z mniej lub bardziej poszerzonym szczytem, szyjką o rozmiarach 2,5–3,5 µm i kulistą główką 4–5,5 µm. Są cienkościenne, hialinowe, rzadko wypełnione jednorodną żółtawo-rdzawą zawartością. Pleurocystyd brak. Trama blaszek regularna, o strzępkach cylindrycznych lub lekko wąsko elipsoidalnych, szerokości 4–22 µm, cienkościennych, hialinowych z żółtobrązowymi ścianami. W subhymenium gęsto ułożone rdzawobrązowe niezżelatynizowane strzępki. Skórka kapelusza składa się z rdzawobrązowych, gęsto ułożonych, cylindrycznych, wąsko wrzecionowatych lub wąsko elipsoidalnych strzępek o szerokości 4–20 µm z grubymi, rdzawobrązowymi inkrustacjami tworzącymi zebrowaty lub tygrysi wzór. Ściany grubości do 1–1,5 µm z żółtobrązowym pigmentem. Końcowe elementy lekko wystających z powierzchni kapelusza strzępek są wąsko lub szerokomaczugowate, gruszkowate lub kuliste z szypułką. Mają szerokość do 25 µm i pokryte są pigmentowanymi brodawkami. Oprócz tego typu komórek występują jeszcze dwa inne ich typy:
- cylindryczne elementy końcowe z wypukłym wierzchołkiem na wąskiej szyi o grubej i mocno pigmentowanej ścianie, 20–60 × 4–12 µm,
- wąskie lub szerokie, hialinowe pilocystydy z mniejszym lub większym wierzchołkiem, 25–35 × 7–10 µm, szyja 2–3 µm, wierzchołek 3–5 µm.

Naskórek trzonu złożony z rozproszonych, cylindrycznych strzępek o szerokości 4–8 µm, z żółto-brązową ścianą i rdzawobrązowymi inkrustacjami. Licznie występują wąsko cylindryczne, wrzecionowate lub maczugowate kaulocystydy 20–30 × 7–10 µm, tworząc gniazda na powierzchni trzonu (widoczne makroskopowo jako drobne granulki).
Gatunki podobne
Najważniejsze charakterystyczne cechy gatunkowe łysaka ciemnotrzonowego to pomarańczowo-czerwony odcień kapelusza u młodych owocników, drobno ziarnista do brodawkowato-łuskowatej powierzchnia kapelusza (pod soczewką), jaskrawożółte blaszki, zazwyczaj ciemne trzony z kłaczkowatymi włóknami, duże zarodniki z krążkiem, gruboziarnista powierzchnia zarodników, a w skórce kapelusza nabrzmiałe komórki końcowe (maczugowate, gruszkowate do kulistych z trzonkami) z gruboziarnistą inkrustacją. Taki opis G. picreus jest powszechnie akceptowany przez europejskich mykologów i jest dobrze opisany. Bardzo podobny jest łysak szerokoblaszkowy Gymnopilus liquiritiae (Pers.) P. Karst. Powinien mieć trzon tej samej barwy co kapelusz (bez czarniawego zabarwienia) i rzadko oprószony (tylko na wierzchołku), pokryty srebrzystymi włóknami, kapelusz gładki i bez pilocyst. Jednak nawet jeśli autorzy opisują kapelusz G. liquiritiae jako gładki, ich zdjęcia pokazują coś innego – wyraźnie ziarnisto-owłosioną powierzchnię. Jan Holec starannie sprawdził okazy opisywane jako G. liquiritiae i stwierdził, że ich kapelusz nigdy nie był gładki, w jego skórce występują pilocystydy, trzony często również miały barwę od czerwonobrązowej do ciemnobrązowej z czarniawym odcieniem, o powierzchni kłaczkowato-włóknistej. Ogólnie nie było żadnych cech, które mogłyby odróżnić G. liquiritiae od G. picreus. Na tej podstawie Jan Holec stwierdza, że łysaka szerokoblaszkowego należy uważać za synonim łysaka ciemnotrzonowego.

## Występowanie i siedlisko
Łysak ciemnotrzonowy w Europie i Ameryce jest szeroko rozprzestrzeniony. Występuje także na Nowej Zelandii. W piśmiennictwie naukowym na terenie Polski podano wiele jego stanowisk. Jest jednak rzadki. Znajduje się na Czerwonej liście roślin i grzybów Polski. Ma status E – gatunek zagrożony wymarciem, którego przeżycie jest mało prawdopodobne, jeśli nadal działać będą czynniki zagrożenia. Znajduje się na listach gatunków zagrożonych także w Austrii i Niemczech.
Saprotrof. Rośnie na martwym drewnie drzew iglastych (głównie świerka, rzadziej sosny), rzadko na drewnie drzew liściastych (brzoza, buk). Występuje głównie na rozkładających się pniach w późniejszych stadiach rozkładu, często pokrytych mchami, ale także na zwalonych pniach bez kory, na pniakach i drewnie leżącym na ziemi. Występuje zwłaszcza w naturalnych lub prawie naturalnych lasach iglastych lub mieszanych, mieszanych lasach górskich z bukiem, świerkiem i jodłą, w których jest duża ilość zwalonych pni i rozkładającego się drewna. Jednak znajdywany był również w uprawianych drzewostanach nasadzonych. Preferuje obszary górskie (wysokość 700–1300 m) i lokalizacje o zimnym klimacie z inwersją temperatur (wąwozy, doliny strumieni itp.). Owocniki pojawiają się od sierpnia do października.